# Moorbach (Odenbach)
Der Moorbach ist ein gut drei Kilometer langer orographisch linker Zufluss des Odenbaches in den rheinland-pfälzischen Landkreisen Kaiserslautern und Kusel.

## Geographie

### Verlauf
Der Moorbach entspringt im zu Niederkirchen gehörenden Ortsbezirk Morbach auf einer Höhe von 369 m ü. NHN unterirdisch einem kleinen Weiher.
Der Bach passiert zunächst das Dorf in nördlicher Richtung und fließt dann stellenweise von Büschen und Bäumen begleitet in einem weiten Tal   knapp 700 m durch die Äcker und Wiesen der Flur Im Brühl am Westhang des Krippes (391,2 m) entlang. Er dreht dann in der Flur In der Lache nach Nordosten und läuft dann südlich an einem kleinen Biotop vorbei. Ab der Flur  In der unteren Hub markiert er dann bis zu seiner Mündung die Grenze zwischen dem Landkreis Kusel im Norden und dem Landkreis Kaiserslautern im Süden. Gleich darauf wird der Bach auf seiner linken Seite vom kleinen Frohnbach gespeist.
Der Moorbach zwängt sich nun durch ein enges mit Hainbuchen-Eichenmischwald bewachsenes Kerbtal, das zwischen dem südwestlich des Dorfes Relsberg liegenden Kahlenberg (396 m) auf seiner linken Seite und der Anhöhe Breitheck (374,2 m) auf der rechten Seite liegt. Sein weiterer Lauf führt ihn dann zuerst durch die Flur Auf der breiten Hecke und danach durch die Flur Im Bocksrück. Etwas bachabwärts fließt ihm auf seiner linken Seite der aus dem Westen kommende Brühler Graben zu.
Der Moorbach läuft nun ostwärts in einem rechts und links durch Felder begrenzten Waldstreifen durch die Flur Mohrgraben am Südhang des Schwanenbergs (360,6 m) entlang, unterquert dann noch die Landesstraße 382 (Talstraße) und mündet schließlich zwischen dem Niederkirchener Wohnplatz Bügenmühlerhof im Süden und der Ortsgemeinde Hefersweiler im Norden direkt an der Gemeindegrenze zu Hefersweiler auf einer Höhe von 236 m von links in den aus dem Süden kommenden Odenbach.

### Einzugsgebiet
Das 3,4 km² große Einzugsgebiet des Moorbachs liegt am Oberlauf im Naturraum des Lichtenberg-Höhenrückens und im Mündungsbereich der Moschelhöhen. Beide Naturräume sind Unterräume des Nordpfälzer Berglandes und somit auch Teil des Saar-Nahe-Berglandes. Die höchste Erhebung des Einzugsgebietes ist der nordwestlich von Morbach liegende Störtzelberg mit einer Höhe von 446,4 m. Weitere nennenswerte Anhöhen sind der 396 m hohe Kahlenberg südöstlich von Relsberg, die nordnordöstlich von Morbach liegende Anhöhe Krippes mit 391,2 m, die südöstlich von Relsberg liegende Anhöhe Breitheck mit 374,2 m und östlich von Relsberg der 360,6 m hohe Schwanenberg.
Das Gebiet des Moorbachs grenzt im Südwesten an den Einzugsbereich des Lauterzuflusses Roßbach, sowie an das Gebiet von dessen Nebenbach Graubach und im Nordwesten konkurriert der in den Glan einmündende Sulzbach. Im Norden wird sein Einzugsgebiet vom Odenbachzufluss Wambach und im Süden vom  Weilerbach begrenzt, der denselben Vorfluter hat. Der größte Teil des Moorbach-Einzugsgebietes wird von sandig-lehmigen Äckern eingenommen, zum geringeren Teil kommt auch Grünland vor. Die Bachauen sind vorwiegend von Wald bewachsen. Im Einzugsbereich des Steinbachs liegt im Südwesten das zum Landkreis Kaiserslautern gehörende Dorf Morbach und im Nordwesten die zum Landkreis Kusel gehörende Ortsgemeinde Relsberg.

### Zuflüsse
- Frohnbach[6] (links), 0,2 km[7]
- Brühler Graben (links), 0,8 km[8]

## Daten
Der Moorbach entwässert über den Odenbach, den Glan, die Nahe und den Rhein in die Nordsee. Der Höhenunterschied von seiner Quelle bis zu seiner Mündung beträgt 133 m, was bei einer Lauflänge von 3,077 km einem mittleren Sohlgefälle von 43,2 ‰ entspricht. Sein Einzugsgebiet trägt mit seiner Größe von 3,394 km² etwa 3,9 % zum Einzugsgebiet des Odenbaches (85,956 km²) bei. Seine Strukturgüte wird überwiegend als unverändert (Güteklasse I) bis gering verändert (Güteklasse II) eingeschätzt, nur Teile des Oderlaufes und der Mündungsbereich haben eine schlechtere Bewertung.

## Geologie
Der Oberlaufbereich des Moorbachs liegt im Rotliegenden des Permokarbons in der Oberen Glan-Subgruppe. Die Sedimentschicht besteht im oberen Teil aus roter, konglomeratischer Arkose der Oberkirchen-Formation, darunter liegen Wechsellagerungen aus grauem Ton-, Silt- und Sandsteinen. Es kommen auch Tuff und Kalkstein vor. Der Bereich seines Unterlaufs wird durch magmatisches Gestein der Nahe-Subgruppe des Permokarbons geprägt. Es kommen dort basaltischer Andesit und tholeiitisches Basaltgestein sowie eine grauschwarze, feinkörnige Matrix aus Plagioklasen, etwas Pyroxen und Einsprenglinge aus zumeist alterierten Olivinen vor.

## Natur und Umwelt

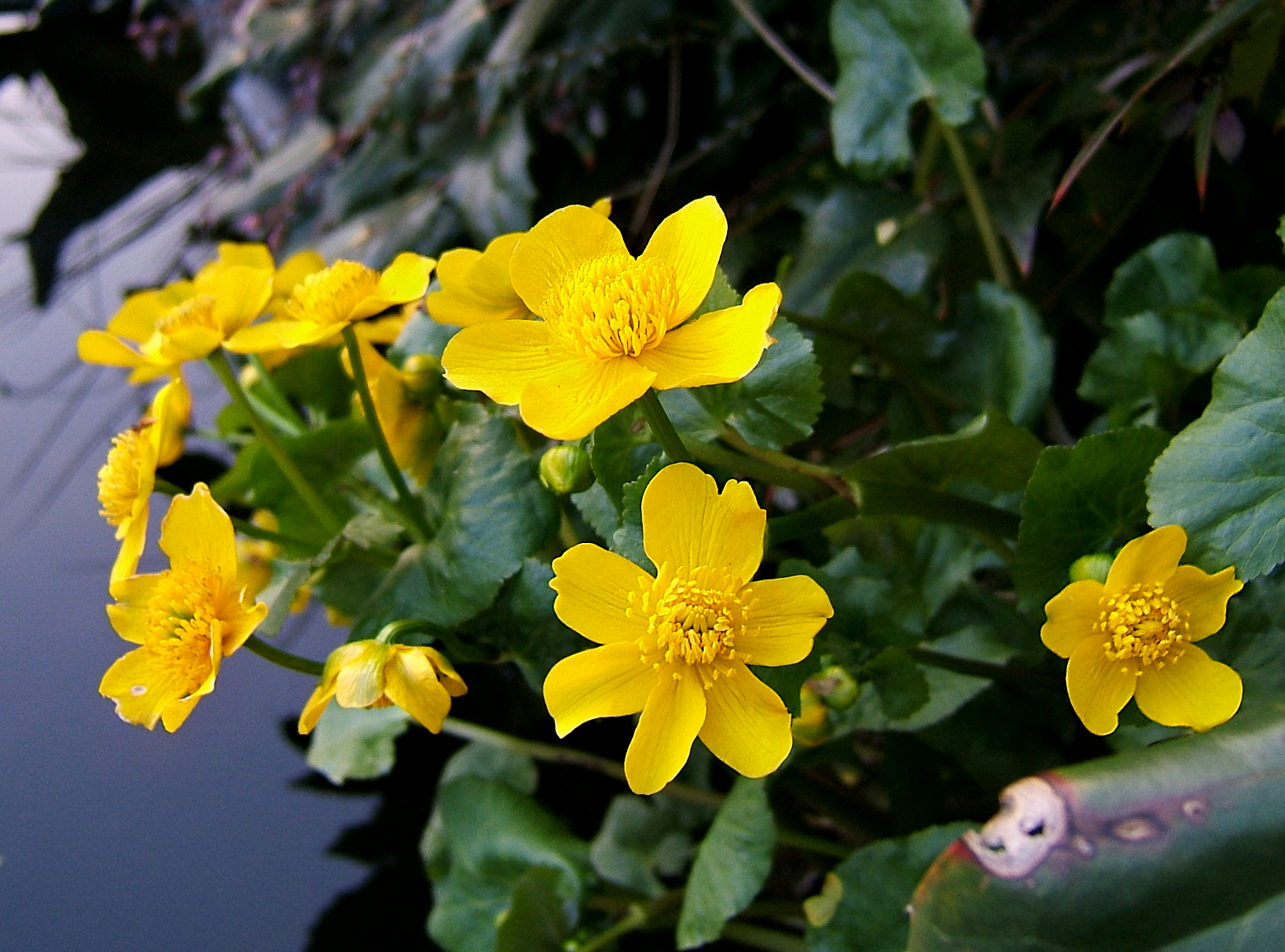
Die Sumpfdotterblume

Der Moorbach fließt durch zwei unter Naturschutz stehende Gebiete. Das 17,5 ha große Biotop Moor-Bachtal südöstlich Relsberg mit der Gebietsnummer BK-6412-0234-2009 und das 34,6 ha große Biotop Moorbachtal, quelliges Wiesental und strukturreiche Hänge mit Magergrünland S und O Relsberg mit der Gebietsnummer BK-6411-0479-2009.
Nordwestlich des Krippes liegt eine ebenerdige Strauchhecke. Dort wachsen Stieleichen, Eschen, Hundsrosen und Schlehen sowie Birn- und Süßkirschenbäume. Der Kahlenborn entwässert eine Fettwiese. An den aus feineren Sedimenten bestehenden Block- und Flachufern des dort langsam fließenden und leicht mäandrierenden Moorbaches wachsen Haselnusssträucher, Schlehen, Salweiden, Eschen und Schwarzerlen. Unten am Boden gedeiht der Waldziest, der Echte Nelkenwurz, die Sumpfdotterblume, das Echte Mädesüß, die Große Brennnessel, das Kleinblütige Spring- und das Große Hexenkraut sowie das Flatter- und das Knäuelgras. Im Wasser am Boden des Baches wächst das Gemeine Brunnenmoos.

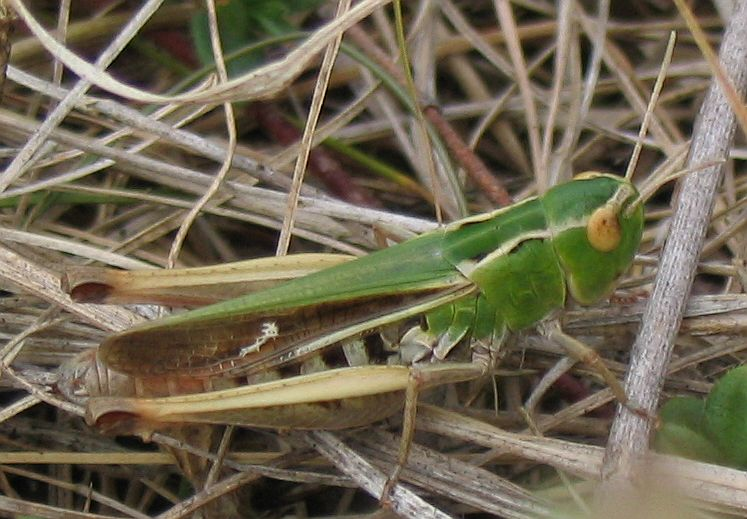
Der Heidegrashüpfer

Im Eichen-Buchenmischwald am südlichen Fuße des Kahlenberges stehen Waldkiefern, Rotbuchen und Haselnusssträucher sowie Stiel- und Traubeneichen. In der Krautschicht wachsen Waldzwenken, Hainrispengräser, Wurmfarne, Goldnesseln und Brombeeren und der Wald hat dort einen reichen Bestand an Altbäumen und Totholz.
Bei der Mündung des Brühler Grabens liegt ein Buchenmischwald mit einheimischen Laubbaumarten. Dort stehen Rotbuchen, Eschen, Bergahorne, Fichten und Waldkiefern. Unten in der Krautschicht gedeiht der Waldsauerklee, die Waldsegge, der Gewöhnliche Wurmfarn, das Große Hexenkraut, der Gefleckte Aronstab, die Waldzwenke, die Berggoldnessel und der Stinkstorchschnabel.
In den am Südhang des Schwannenberges liegenden Magerwiesen wächst das Rote Straußgras, der Rotschwingel, der Mittlere Wegerich, der Gewöhnliche Hornklee, die Schafschwingel, die Zypressenwolfsmilch, der Flaumige Wiesen- und der Goldhafer, das Echte Labkraut und  das Weiße Labkraut, der Kleine Odermennig, das Sprossende Nelkenköpfchen, das Jakobs-Greiskraut, der Wiesen- und der Weißklee, die Wiesenschafgarbe, die Ackerwitwenblume, das Frühlings- und Silberfingerkraut, der Gemeiner Dost die Wilde Möhre, der Hasenklee, das Echte Tausendgüldenkraut, der Kleine Wiesenknopf, der Gewöhnliche Glatthafer, die Kleine Bibernelle, die Büschelnelke, die Rapunzel-Glockenblume, der Tauben-Storchschnabel und die Feldhainsimse. Dort lebt auch der Heidegrashüpfer.
Westlich der L 382 kurz vor der Mündung in den Odenbach wachsen in einer Schutzzone mit Eichenfeldgehölzen auch der Feldahorn, Birnbäume, Robinien und  Stieleichen. Außerdem finden sich der Schwarze Holunder, die Schlehe, der Liguster, der Eingrifflige Weißdorn und die Haselnuss. Unten gedeihen die Knoblauchsrauke, der Waldsauerklee, der Gundermann, der Efeu, das Hainrispengras, der Gewöhnliche Wurmfarn, die Echte Nelkenwurz und der Stinkstorchschnabel. Der gesamte Bereich unterliegt dem Pauschalschutz nach § 24 des Landespflegegesetzes Rheinland-Pfalz.